# Tethyaster pacei
Tethyaster pacei is een kamster uit de familie Astropectinidae.
De wetenschappelijke naam van de soort werd, als Anthosticte pacei, in 1925 gepubliceerd door Theodor Mortensen.